# Nešťastná svatba
Nešťastná svatba (v anglickém originále Wedding for Disaster) je 15. díl 20. řady (celkem 435.) amerického animovaného seriálu Simpsonovi. Scénář napsal Joel H. Cohen a díl režíroval Chuck Sheetz. V USA měl premiéru dne 29. března 2009 na stanici Fox Broadcasting Company a v Česku byl poprvé vysílán 20. prosince 2009 na stanici ČT2.

## Děj
Jeho Svatost farář, hlava presbyluteránské denominace, sdělí reverendu Lovejoyovi, že kvůli propadlému duchovnímu osvědčení jsou různé obřady, které vykonal, neplatné. To se dotkne Homera a Marge, když se ukáže, že nejsou manželé, jak se dříve domnívali. Homer přísahá, že Marge dopřeje dokonalou svatbu, jakou jí nedopřál ani při prvních dvou sňatcích. Je nadšená, že si může naplánovat svatbu svých snů. 
Marge odstřeluje všechny Homerovy nápady, klade nesplnitelné požadavky a kosí každého, kdo se jí postaví do cesty. Když nastane den svatby, všechno je dokonalé až na jeden malý detail – Homer chybí. Zpočátku se zdá, že ho Marge odvezla, ale Bart a Líza narazí na stopu, která je přivede na myšlenku, že jejich otec byl unesen: klíčenku s iniciálami S. B. Mezitím se Homer ocitne připoutaný k trubce v temné místnosti. Záhadný hlas mu řekne, že klíč k odemčení jeho pout je uvnitř lízátka, on ho zběsile začne jíst a zjistí, že lízátko je vyrobeno z ohnivé pálivé omáčky. Homerova muka pokračují, zatímco Bart a Líza se ho snaží zachránit. 
Nejprve se domnívají, že jeho věznitel S. B. je Sideshow Bob, jenž utekl z vězení. Ukáže se však, že byl celou dobu nevinný a na Homerově únosu se nijak nepodílel, a to díky alibi od Šáši Krustyho, který vysvětlil, že Bob byl celý den, kdy byl Homer unesen, s ním. Poté, co naznačí, že S. B. může být kdokoli, včetně brunejského sultána a Służby Bezpieczeństwa, jim Bob pomůže zjistit, že klíčenka ve skutečnosti patří jejich tetám Patty a Selmě (S. B. znamenalo Selma Bouvierová). Bart a Líza si brzy uvědomí, že Homera záměrně unesli ze zášti k němu a plánovali ho držet zavřeného tak dlouho, dokud na něj Marge nezapomene. 
S pocitem smíření se svým osudem si Homer přečte svatební slib, který pro Marge napsal. Patty a Selma brzy změní názor poté, co je dojme jeho svatební slib. Uvědomí si, jak moc Homer Marge skutečně miluje, a propustí ho. S pomocí klíčenky jako důkazu jejich prohřešku se děti vydají do bytu Patty a Selmy a konfrontují je za jejich činy. Bart a Líza také vydírají své tety a vyhrožují, že řeknou matce pravdu o jejich podílu na Homerově únosu, pokud dvojčata nezaplatí za obřad nového sňatku svých rodičů. Patty a Selma s tím neochotně souhlasí a Homer s Marge se konečně vezmou před radnicí.

## Kulturní odkazy a přijetí
Homerova mučírna a její měnič hlasu odkazují na filmovou sérii Saw.
Nešťastná svatba získala rating 3,7/6 podle agentury Nielsen a vidělo ji 6,58 milionu diváků.
Po odvysílání epizoda získala od televizních kritiků převážně pozitivní hodnocení. 
Robert Canning ze serveru IGN udělil dílu známku 7,3/10 a uvedl: „Nešťastná svatba byla jednou z těch epizod, které vás sice nesrazí k zemi smíchy, ale bylo docela zábavné je sledovat.“. Dále uvedl, že „bylo také milé, že Homerova recitace slibu byla pro jeho švagrovou zlomovým bodem. Opět se nejednalo o vyloženě kvílivě vtipnou epizodu, ale bylo zde několik skvělých pasáží a celkově byla Nešťastná svatba dostatečně příjemným vyprávěním o třetí a čtvrté svatbě Marge a Homera.“
Erich Asperschlager z TV Verdictu napsal: „Nešťastná svatba fungovala, protože měla skvělé tajemství. Uznávám, že si na záhady potrpím, ale některé z nejlepších dílů Simpsonových jsou záhady – a ve většině z nich vystupuje Levák Bob. Byl jsem víc než připraven nechat dnešní díl, aby se změnil v další příběh Leváka Boba, ale taky se mi líbí, že ho nechali jen jako cameo. I když mám Kelseyho Grammera rád, je příliš chytrý na to, aby Homera unesl z důvodu, který tušil Bart: ‚Jestli se máma s tátou nevezmou, nikdy se nenarodím!‘. Skutečné řešení dávalo mnohem větší smysl a dodalo závěru trochu větší váhu. Nešťastná svatba byla možná v porovnání s několika posledními díly trochu málo úsměvná, ale příběh to unesl.“.
Joel H. Cohen získal v roce 2010 za scénář k této epizodě Cenu Sdružení amerických scenáristů v kategorii animace.